# Metahapalodectes
Metahapalodectes es un género extinto de mamíferos mesoniquios que existió durante el Eoceno.

## Especies
- Género Metahapalodectes
  - Metahapalodectes makhchinus